# Taliesin West

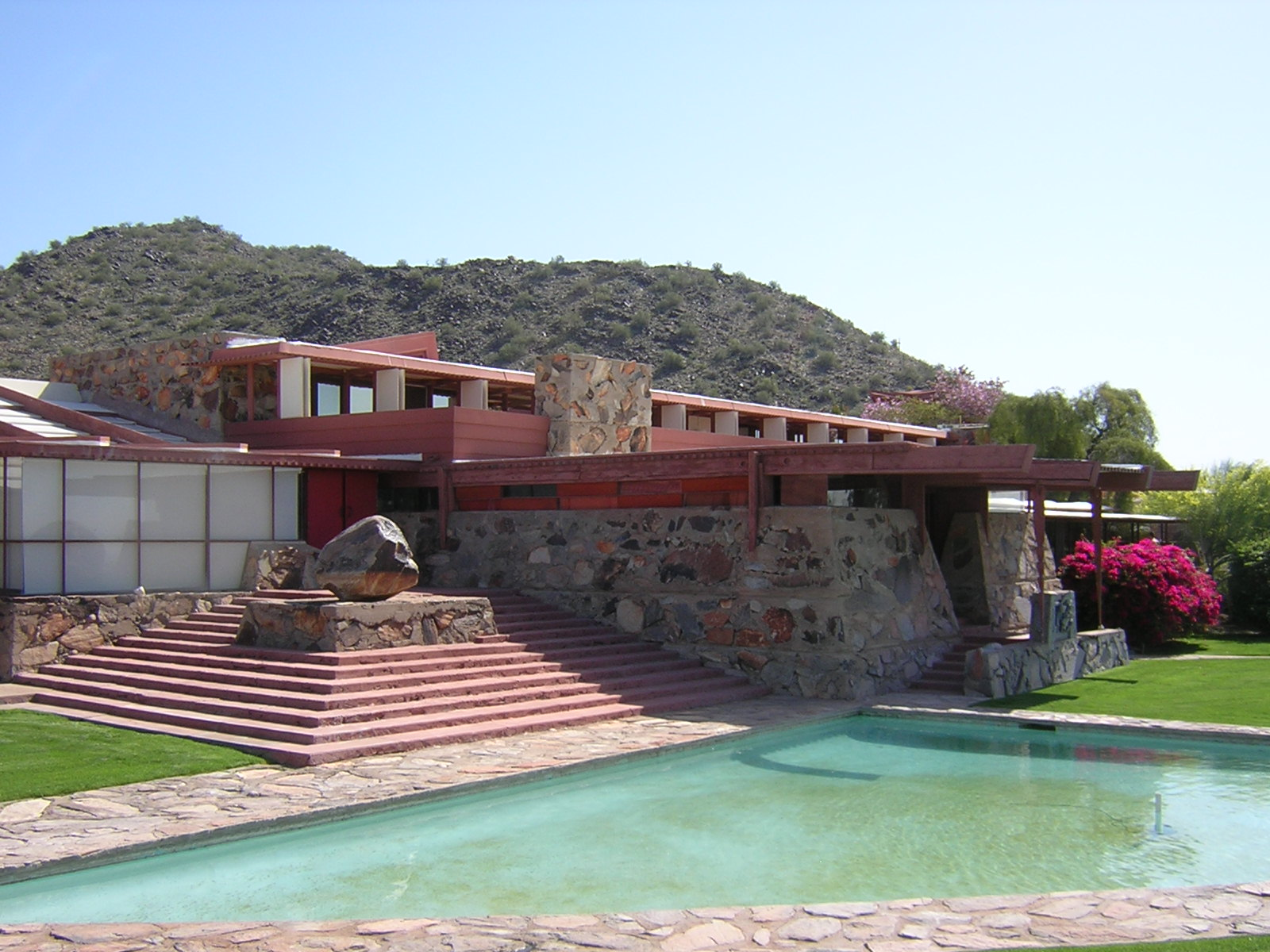
Taliesin West -- Zona de dormit şi servit masa, fotografiată dinspre sud-vest; în prim plan se distinge o parte din grădina complexului

Taliesin West este un complex de clădiri cu funcții multiple, sediul unei fundații, sediul firmei de arhitecți Taliesin Associated Architects, un atelier arhitectural de iarnă și un muzeu, conceput și realizat de Frank Lloyd Wright (FLW), localizat în Scottsdale, Arizona, care a fost atât casa de iarnă cât și atelierul arhitectului între anii 1937 și 1959, anul morții sale. 

## Ansamblul arhitectural

### Designul

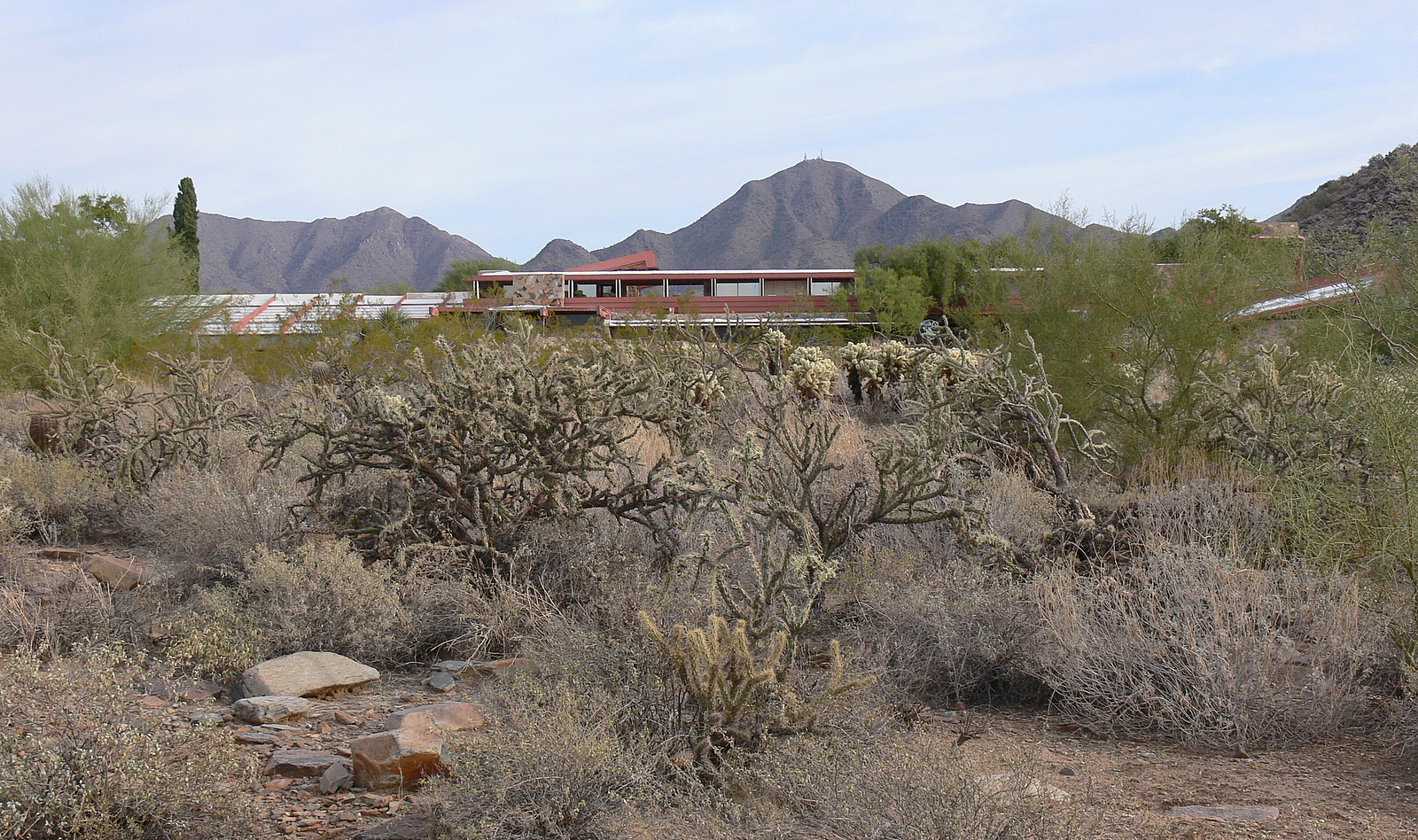
Soluţia arhitecturală a lui FLW' a fost una în spiritul funcţionalităţii, utilizării şi încorporării "organice" a terenului deșertului sonoran.

Designul întregului complex a fost conceput ca una din multiplele soluții specifice arhitecturii organice date de arhitectul american de-a lungul timpului.  Terenul tipic al deșertului Sonora, constând dintr-un sol lutos de culoare roșiatică, având foarte puțin humus, dar o mulțime de pietre și bucăți de roci metamorfice amestecate de-a valma în acest sol, precum și vegetația tipică zonei, constând din tufișuri joase țepoase, iarbă  și diferite varietăți de cactuși, au constituit baza inspirației arhitecturii complexului. 

### Terenul
Terenul, pe care este situat fostul atelier de iarnă al celebrului arhitect american, se găsește pe o pantă domoală a unui munte (McDowell Mountain) și a furnizat simultan nu numai așezarea ansamblului, dar și materialele de bază utilizate de Wright în construirea sa; nisip, pietriș și diferite tipuri de roci.  Datorită climatului moderat, chiar blând al iernilor din Deșertul Sonoran, clădirea a fost concepută cu mari suprafețe transparente ale acoperișului și pereților, care să permită utilizarea la maximum a luminii naturale. 

### Atelier perpetuu
De-a lungul întregii sale șederi de peste 30 de ani la Taliesin West, Frank Lloyd Wright a continuat să modifice, să transforme și să adauge corpuri de clădiri și clădiri care au fost executate în întregime de către studenții săi.  Multe dintre clădirile faimoase designate de Wright, printre care se pot enumera Guggenheim Museum din New York City și Grady Gammage Memorial Auditorium, sala de spectacole a Arizona State University din Tempe, Arizona, au fost concepute și finalizate în acest atelier din deșert.

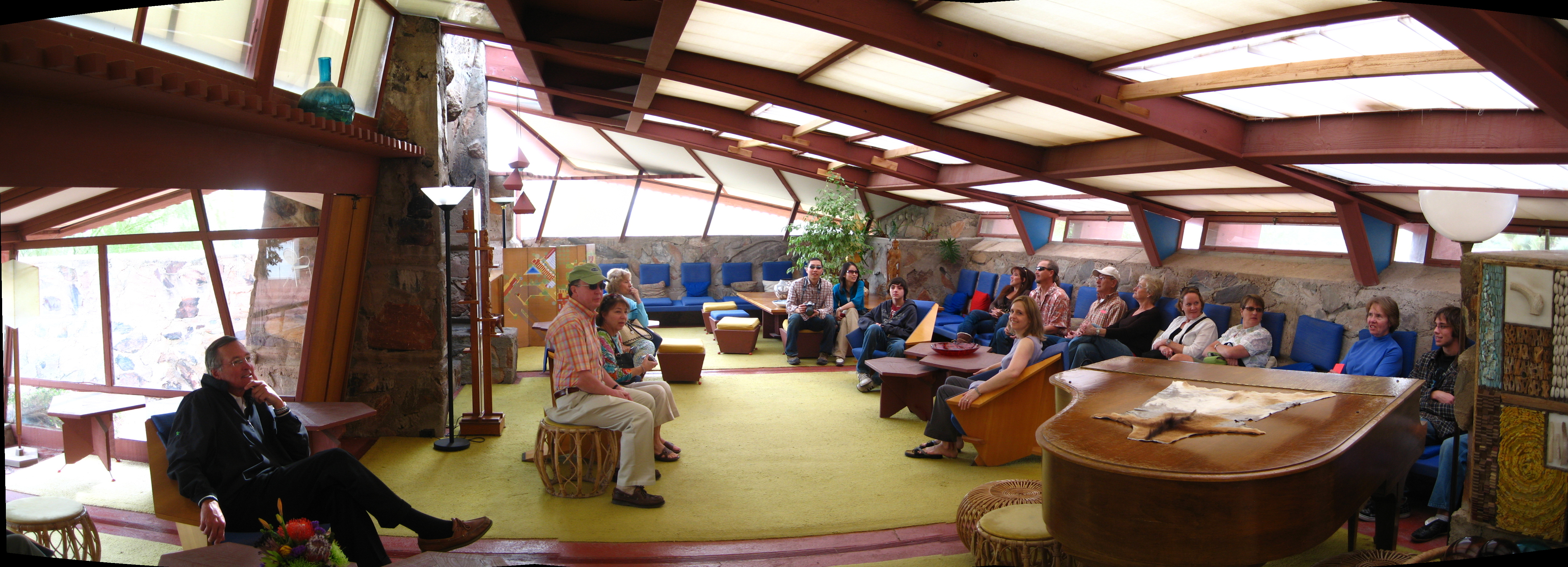
Camera de oaspeţi a zonei de locuit a arhitectului, care comunică cu grădina interioară (aşa numita The Garden Room, aflată la stânga)

Taliesin West continuă să fie sediul Fundației Frank Lloyd Wright (The Frank Lloyd Wright Foundation), precum și gazda de iarnă a Școlii de arhitectură (School of Architecture).  Vizitarea complexului este permisă tot timpul anului în anumite perioade desemnate.  Întregul complex a fost numit zonă de interes istoric național (conform, National Historic Landmark) în 1982. O restaurare completă a zonelor personale ale doamnei și domnului Wright a fost terminată în 2004. 

## Diverse
Taliesin West este folosit ca loc de desfășurare al unei părți a acțiunii romanului de science fiction a lui Dan Simmons, The Rise of Endymion. 

## O galerie de imagini

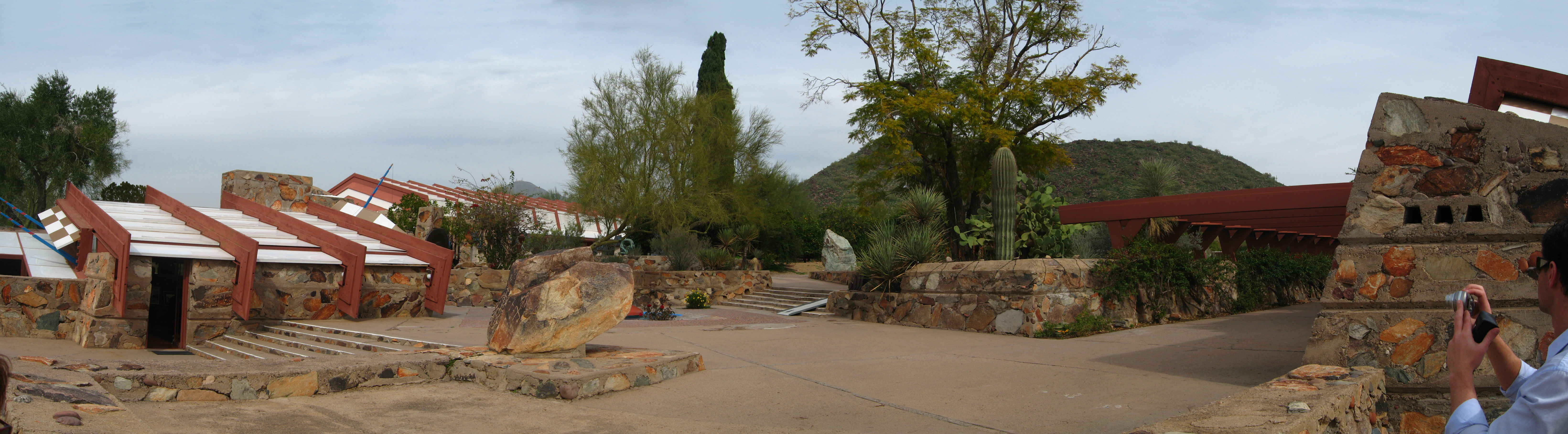
Oficiul a lui Frank Lloyd Wright (la stânga), intrarea către atelierul principal (la dreapta)
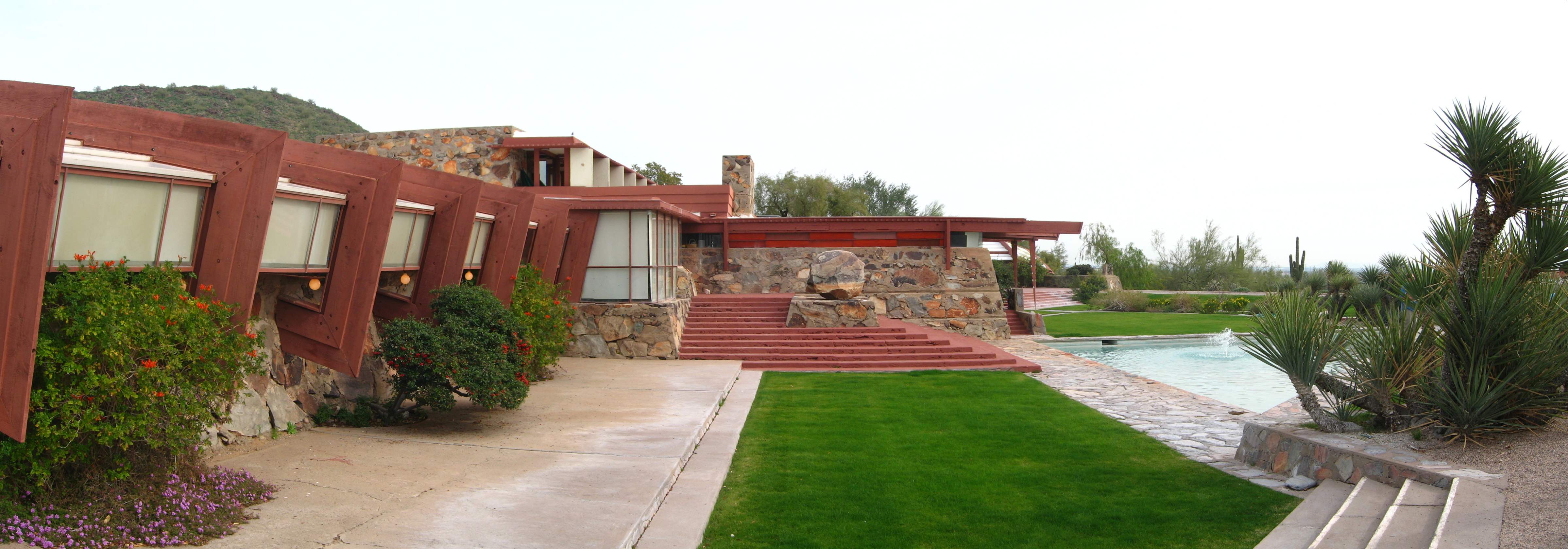
Zona de locuit (prim plan, stânga, atelierul "mare" (în fundal) şi "grădina scufundată"
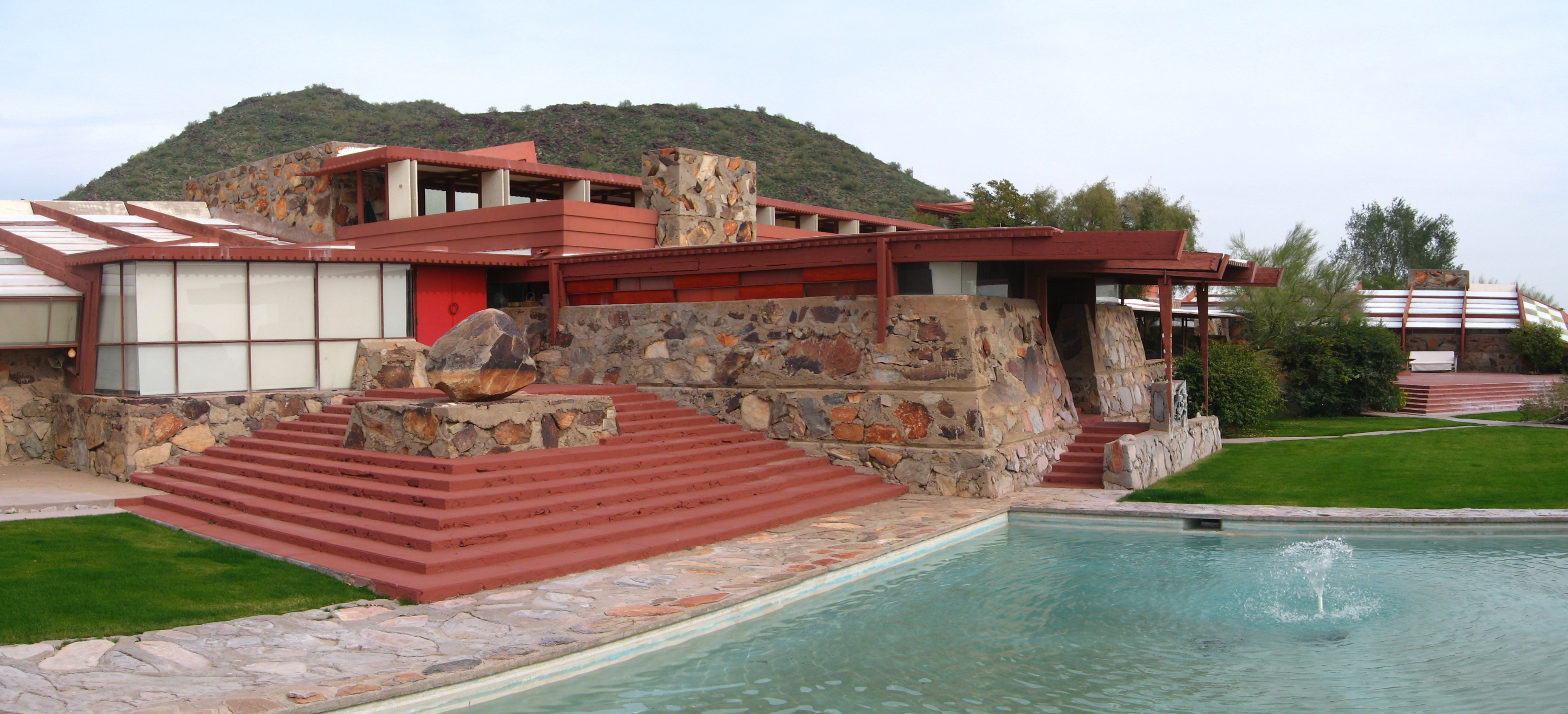
Zona de dormit şi servit masa, atelierul principal
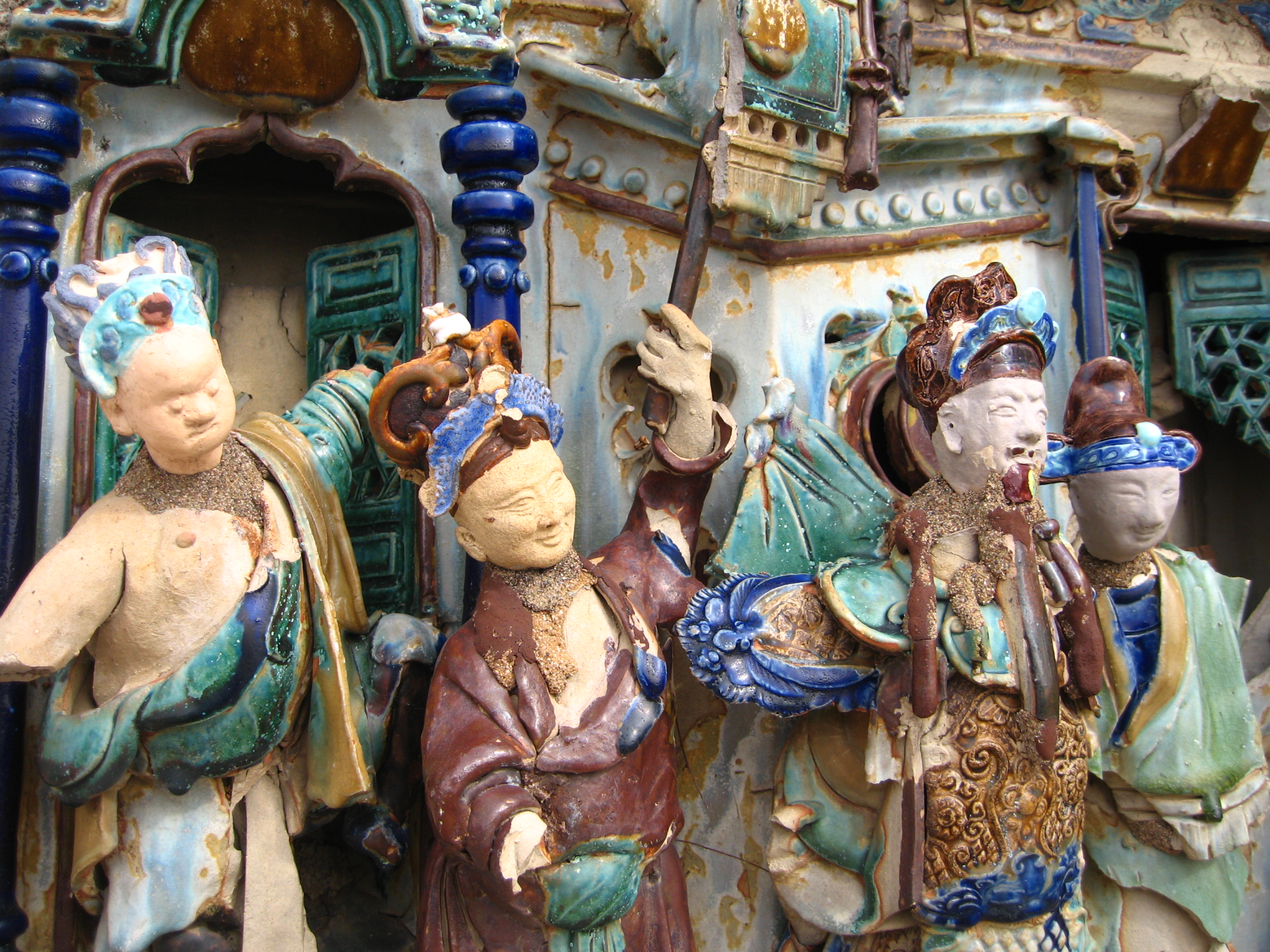
Ansamblu de figurine din teracotă -- ceramică smălţuită chinezească
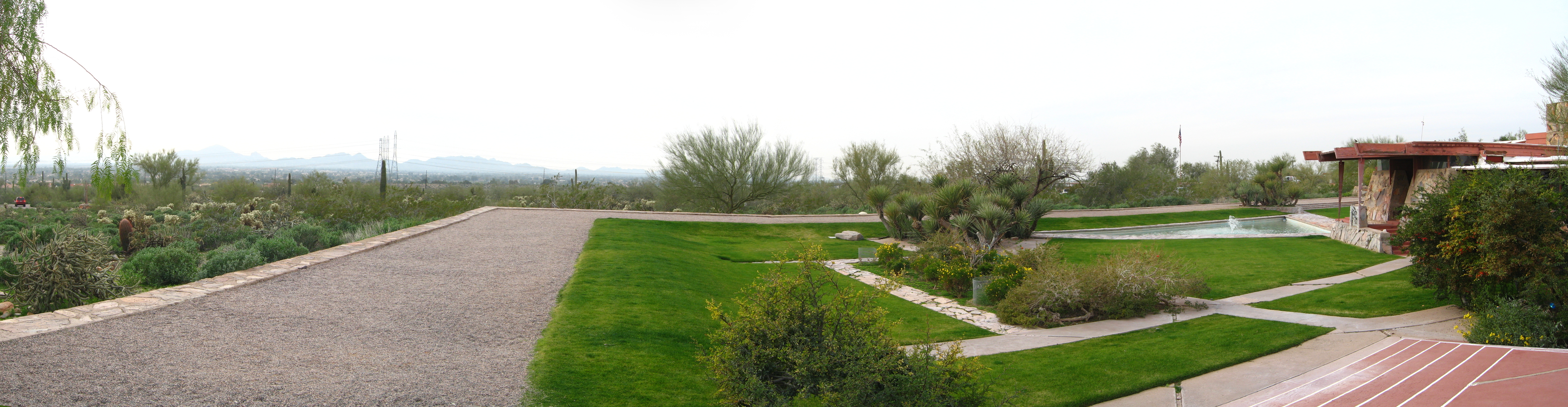
Imagine luată din colţul extrem vestic al grădinii exterioare
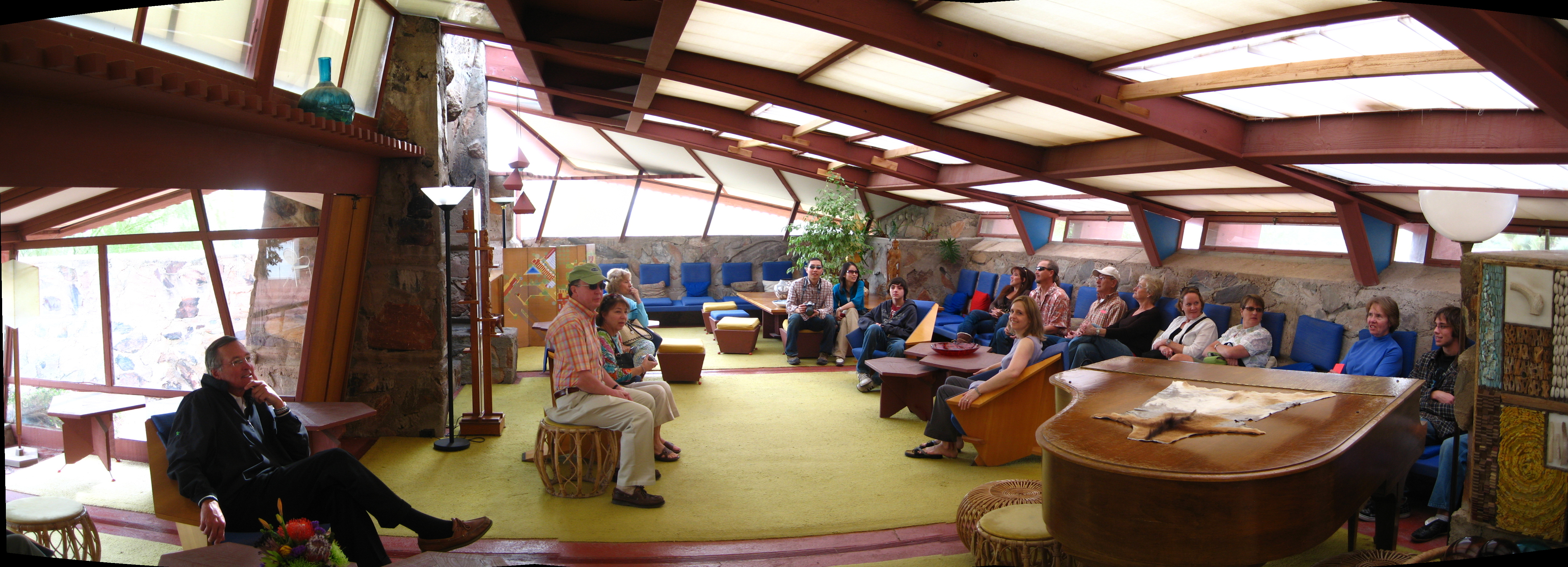
The Living Room, dinspre The Garden Room
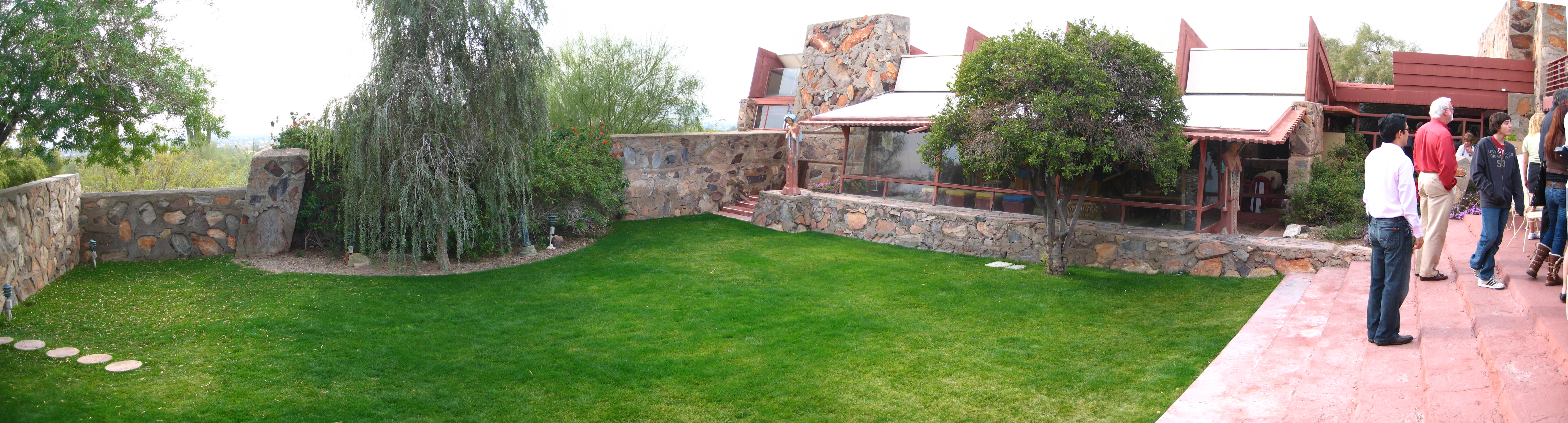
Grădina interioară (sau închisă)
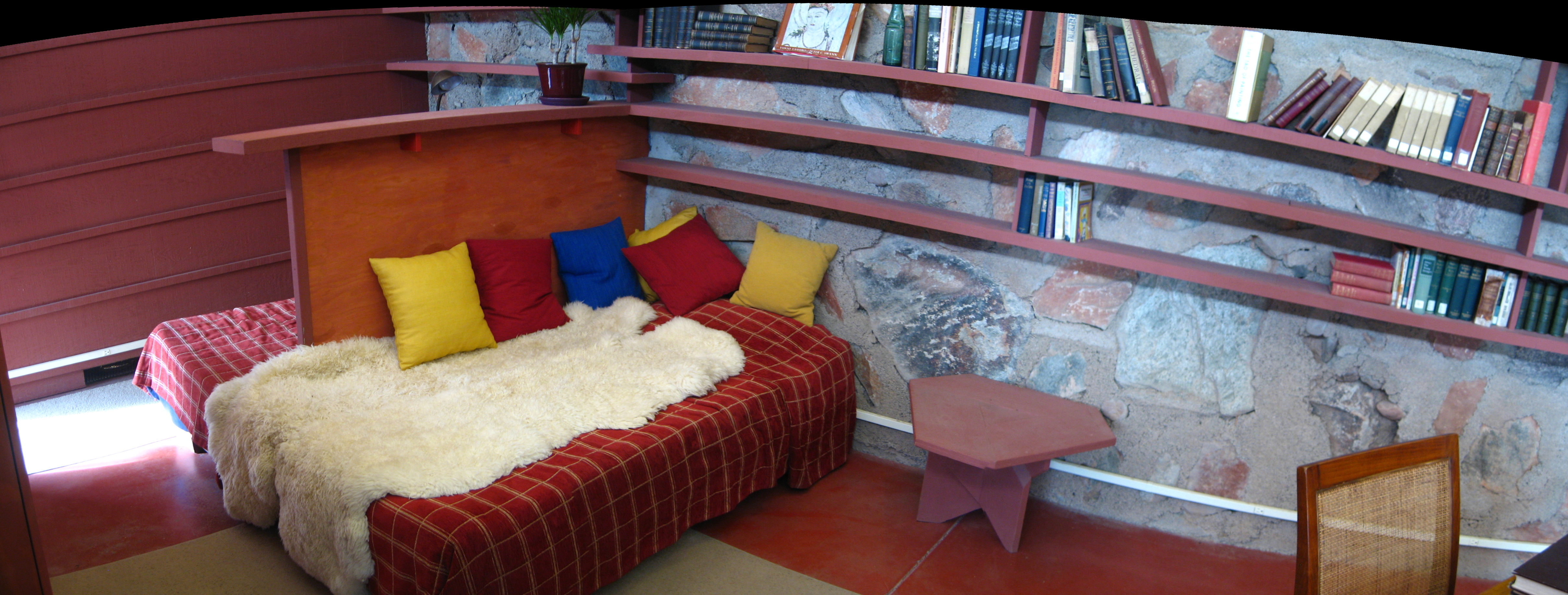
Dormitorul lui Wright din interiorul complexului
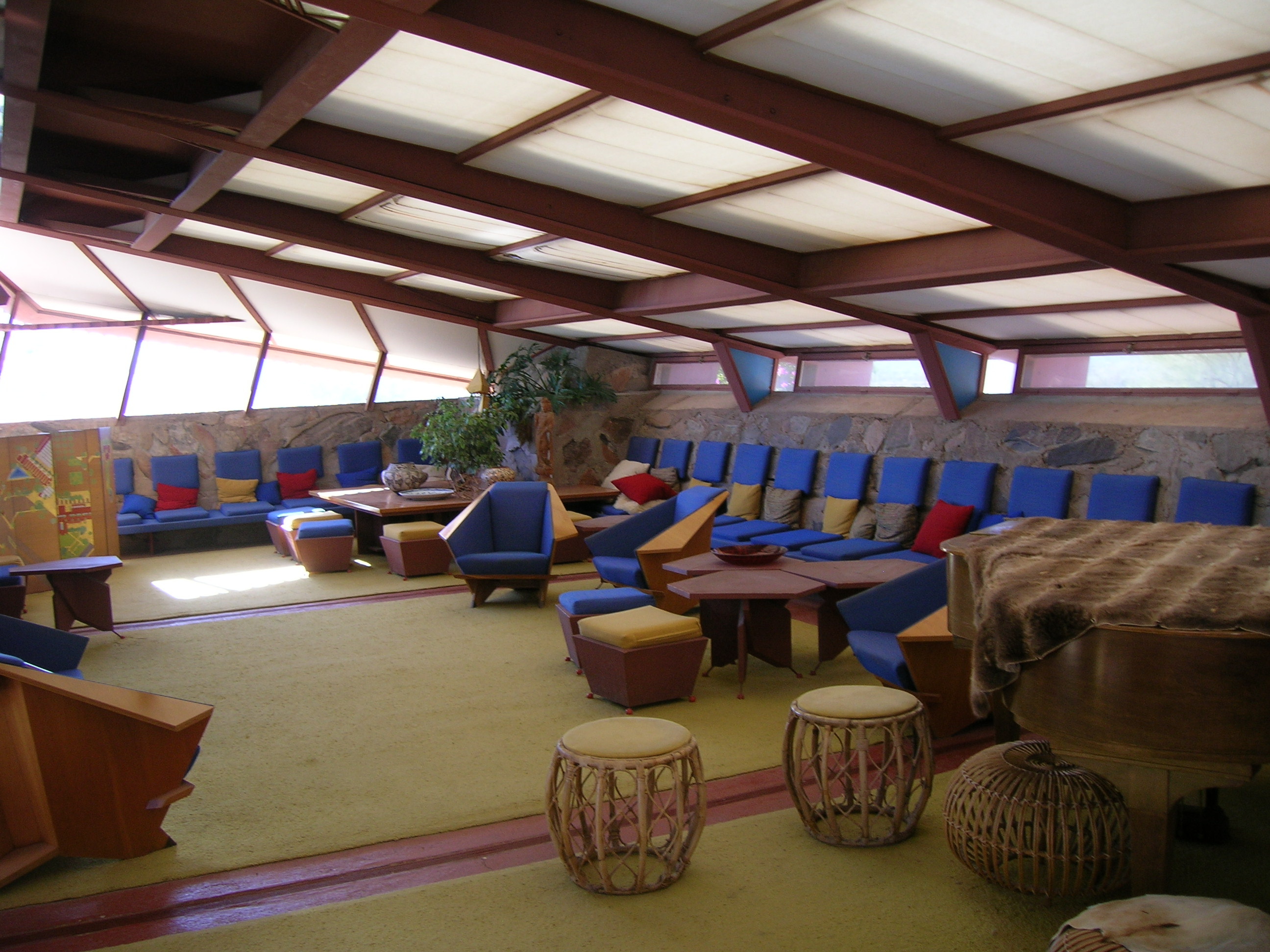
The Living Room
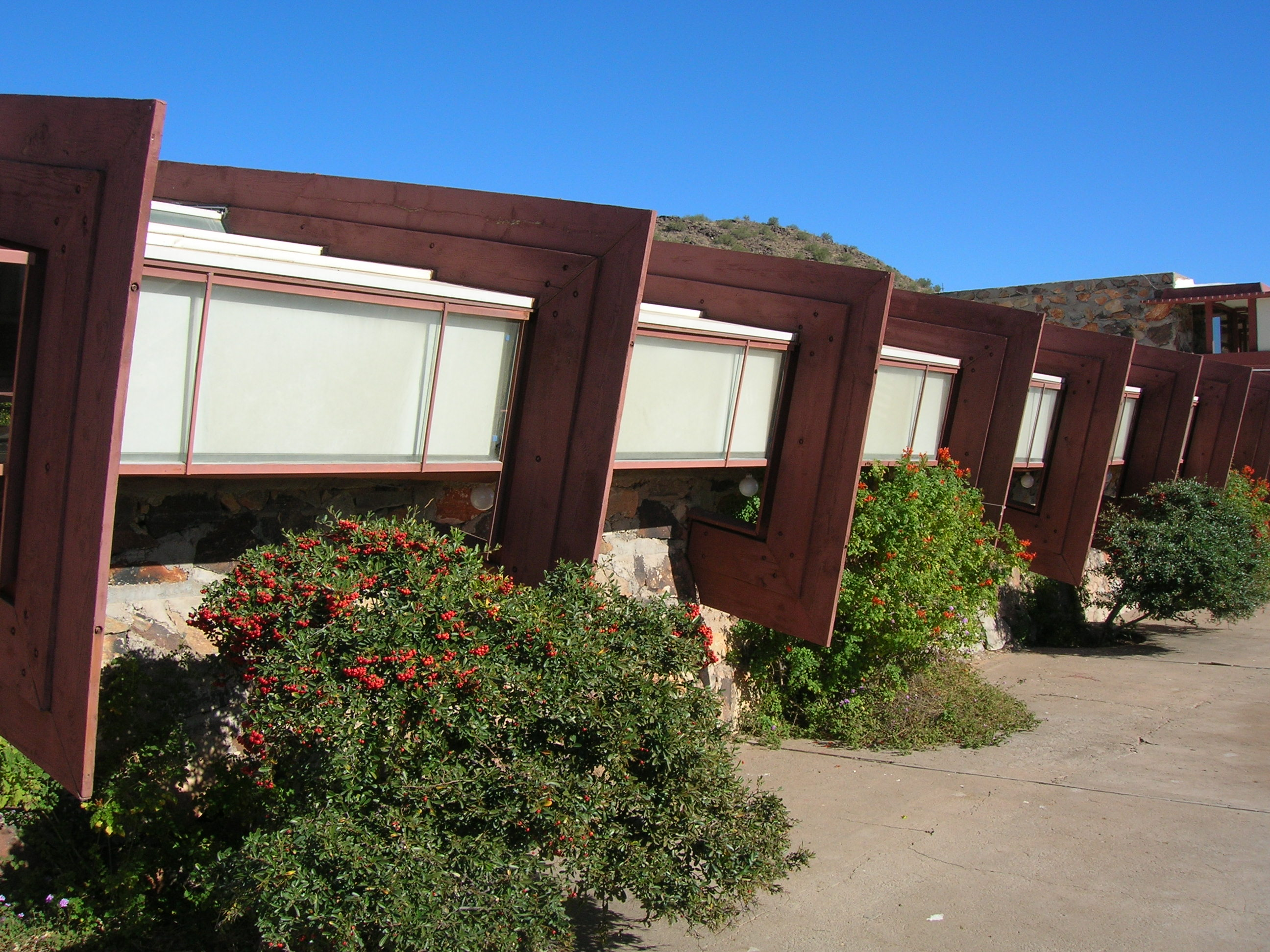
Atelierul principal -- vedere exterioară a structurii
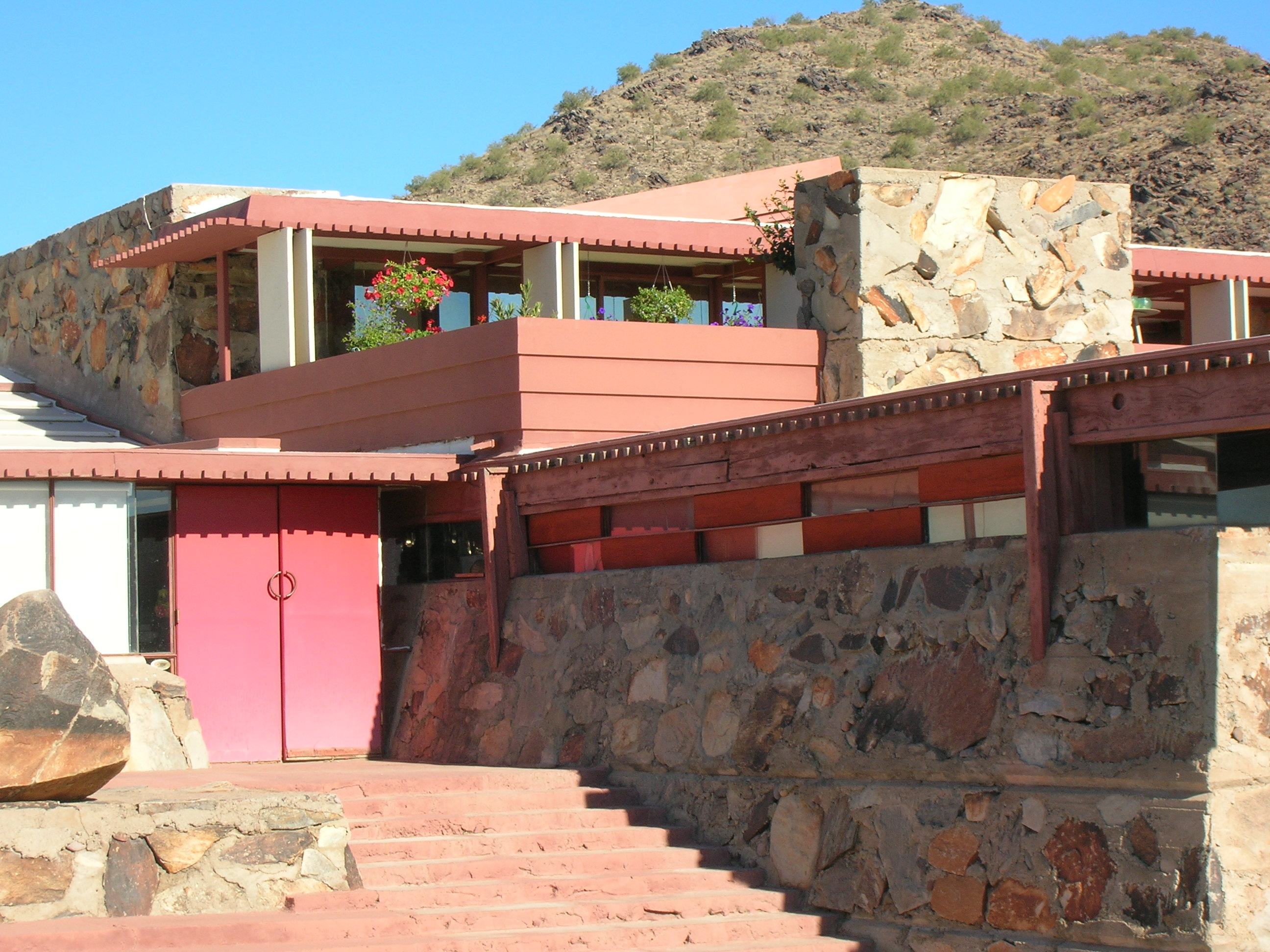
Intrarea oficială (foarte rar folosită)
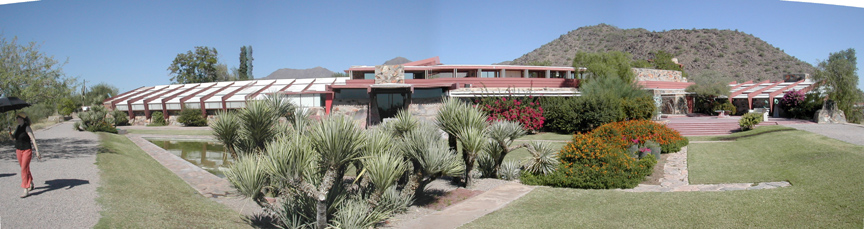
Panorama ansamblului Taliesin West